# Chujō-ryū
Le Chujō-ryū (中条流) est une école traditionnelle japonaise (koryū) de kenjutsu parmi les plus anciennes que compte le Japon, avec Nen-ryū. Elle fut fondée au XIVe siècle (époque Nanboku-chō) par Nagahide (Hoyogonosuke) Chujō (伊庭秀明 (Chujō Nagahide)), maître de sabre du shogun Yoshimitsu Ashikaga, sur la base de techniques familiales (chujoke-ryū) et de techniques provenant de Chine, qui sont peut-être également à l'origine de Nen-ryū.
La postérité de l'école est remarquable, non seulement en tant qu'une des plus vieilles écoles de kenjutsu (renommée pour sa pratique du kodachi) avec Nen-ryū, puisqu'elle a influencé la pratique d'un nombre important de fondateurs d'écoles martiales, s'inscrivant ou non (comme Kojirō Sasaki) dans la « succession » du style.

La succession du style est la suivante[réf. nécessaire] :
1. Nagahide Chujō (fondateur)
2. Hirokage Kai
3. Takayoshi Kai
4. Nagaie Toda
5. Kageie Toda
6. Seigen Toda (fondateur du Toda-ryū)
7. Kagemasa Toda
8. Shigemasa Toda
9. Muneyoshi Hasegawa (fondateur du Shinkyoku-ryū)
10. Jisai Kanemaki (fondateur du Kanemaki-ryū).